# Microsentis wardae
Microsentis wardae is een soort haakworm uit het geslacht Microsentis. De worm behoort tot de familie Neoechinorhynchidae. Microsentis wardae werd in 1966 ontdekt door Martin & Multani.